# 全国自死遺族総合支援センター
全国自死遺族総合支援センター（ぜんこくじしいぞくそうごうしえんセンター）は、自殺で大切な人を亡くした人が、必要かつ適切な支援を受けながらその人らしい生き方を再構築できるように、総合的な自死遺族支援の拡充をはかり、誰にとっても生き心地のよい社会を実現することを目的として2008年に発足、2009年に認証を受けた特定非営利活動法人（NPO法人）。
主たる事務所を東京都千代田区富士見2-3-1信幸ビル302　特定非営利活動法人自殺対策支援センターライフリンク内に置いている。

## 主な事業
- 地域における自死遺族総合支援に対する助言や実務的サポート
- 自死遺族支援を目的とする団体の設立や運営、人材育成に対する支援
- 自死遺族と接する機会のある警察や行政職員などへの研修
- 自死遺族および自死遺族支援に関する調査
- 自殺に対する誤解や偏見を払拭するための事業など[1]

## 主な活動
- 「自死遺族の集い」の立ち上げや運営のお手伝い
- 支援活動を行っている団体や個人との情報と意見交換・連携
- ファシリテーター[2]研修会やワークショップの開催
- 自死遺族および自死遺族支援に関する実態調査 
  - NPO法人ライフリンクの実施している「1000人の声なき声に耳を傾ける」自殺実態調査[3]への協力
- 遺族支援への理解を深めるための活動
- 書籍編集、自死遺族支援のためのガイドライン作成など[1]

## 書籍
- 『自殺で家族を亡くして - 私たち遺族の物語』 三省堂　2008年　ISBN 978-4-385-36379-0